# Amazóniai nyestmedve
Az amazóniai nyestmedve (Bassaricyon alleni) az emlősök (Mammalia) osztályának ragadozók (Carnivora) rendjébe, ezen belül a mosómedvefélék (Procyonidae) családjába tartozó faj.
A tudományos fajnevét Joel Asaph Allenról, az amerikai zoológusról kapta. Ennek az állatnak a legközelebbi rokona a nyugati nyestmedve (Bassaricyon medius), amelytől körülbelül 1,3 millió évvel ezelőtt vált el.

## Előfordulása
Az amazóniai nyestmedve előfordulási területe Dél-Amerikában található meg. A következő országok területén él: Bolívia, Brazília, Kolumbia, Ecuador, Guyana, Peru és Venezuela. Ez az egyetlen Bassaricyon-faj, amely az Andoktól keletre él.

## Megjelenése
A fej-testhossza 30-45 centiméter, farokhossza 40-53 centiméter és testtömege 1100-1500 gramm. A bundája valamivel sötétebb, mint a nyugati nyestmedvéé. Ennek az állatnak 40 darab foga van; a fogképlete a következő: {\displaystyle {\tfrac {3.1.4.2}{3.1.4.2}}}.

### Fordítás
- Ez a szócikk részben vagy egészben  az   Eastern lowland olingo című angol Wikipédia-szócikk ezen változatának fordításán alapul.  Az eredeti cikk szerkesztőit annak laptörténete sorolja fel. Ez a jelzés csupán a megfogalmazás eredetét és a szerzői jogokat jelzi, nem szolgál a cikkben szereplő információk forrásmegjelöléseként.